# Bataafse Republiek
De Bataafse Republiek (1795–1806) (in de toenmalige spelling Bataafsche Republiek), vanaf 1801 het Bataafs Gemenebest geheten, was een republiek die het grootste gedeelte van het huidige Nederland omvatte. De republiek was gevormd naar voorbeeld van en 'met militaire steun van' de Franse Republiek, waarvan de Bataafse Republiek formeel een zusterrepubliek was, maar de facto een vazalstaat. Op 1 maart 1796 kwam voor het eerst in de Nederlandse geschiedenis een nationaal en democratisch gekozen parlement bijeen. Aan de Bataafse Republiek kwam in 1806 een einde, met de stichting van het koninkrijk Holland door de Franse keizer Napoleon.

## Naam
De Bataafse Republiek werd genoemd naar de Bataven, een Germaanse stam die ten tijde van Julius Caesar (100 v. Chr. - 44 v. Chr.) de delta van de Lage Landen bewoonde. Vooral in de zeventiende en achttiende eeuw werden zij door toonaangevende historici gezien als voorlopers van het Nederlandse volk en stichters van een zelfstandige Nederlandse natie. Aan het einde van de achttiende eeuw werd ook op politiek vlak op deze Bataafse mythe  teruggegrepen.

## Geschiedenis

### Beginperiode

#### Nieuw bestuur in gewesten

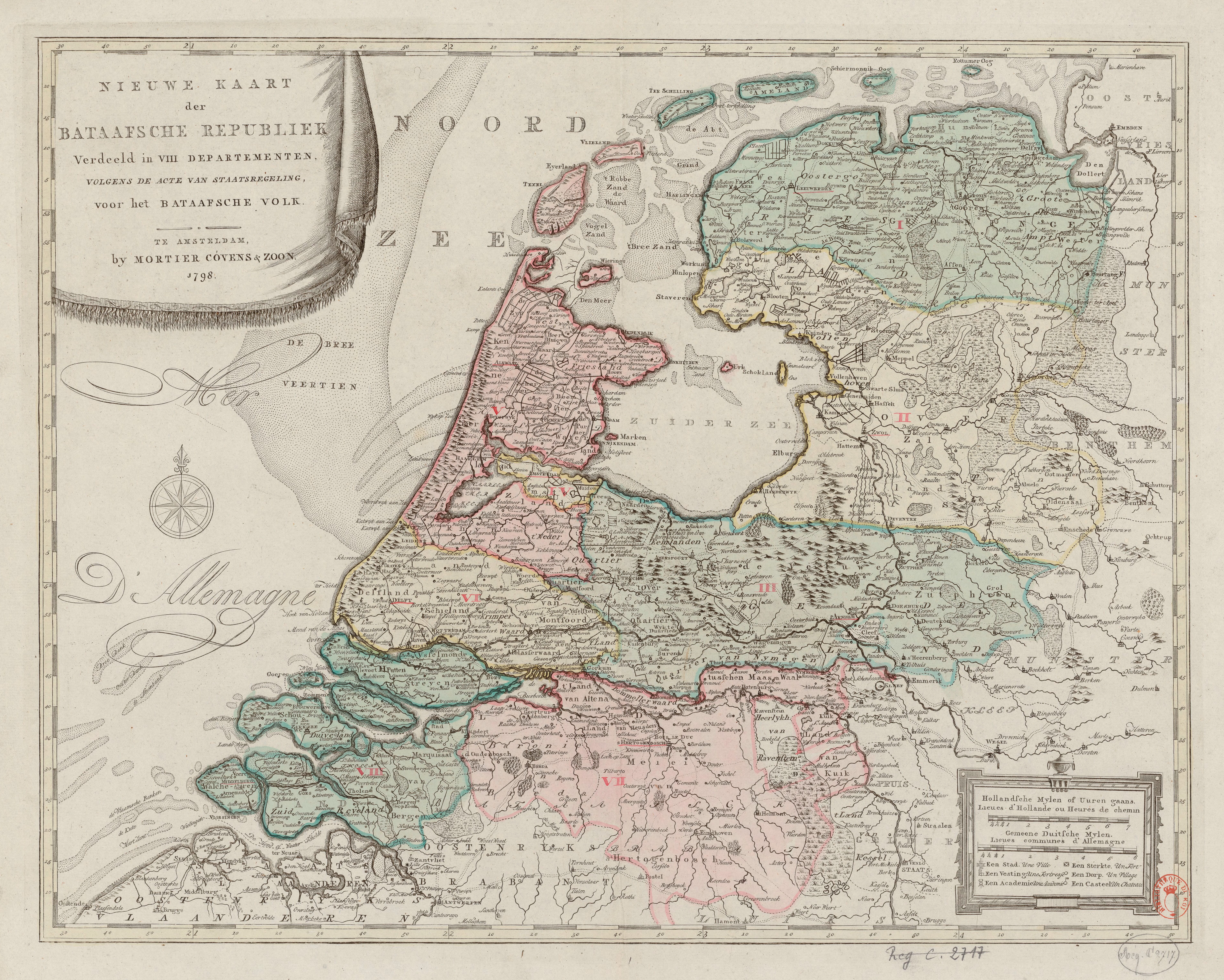
Nieuwe Kaart der Bataafsche Republiek 1798 by Mortier Covens

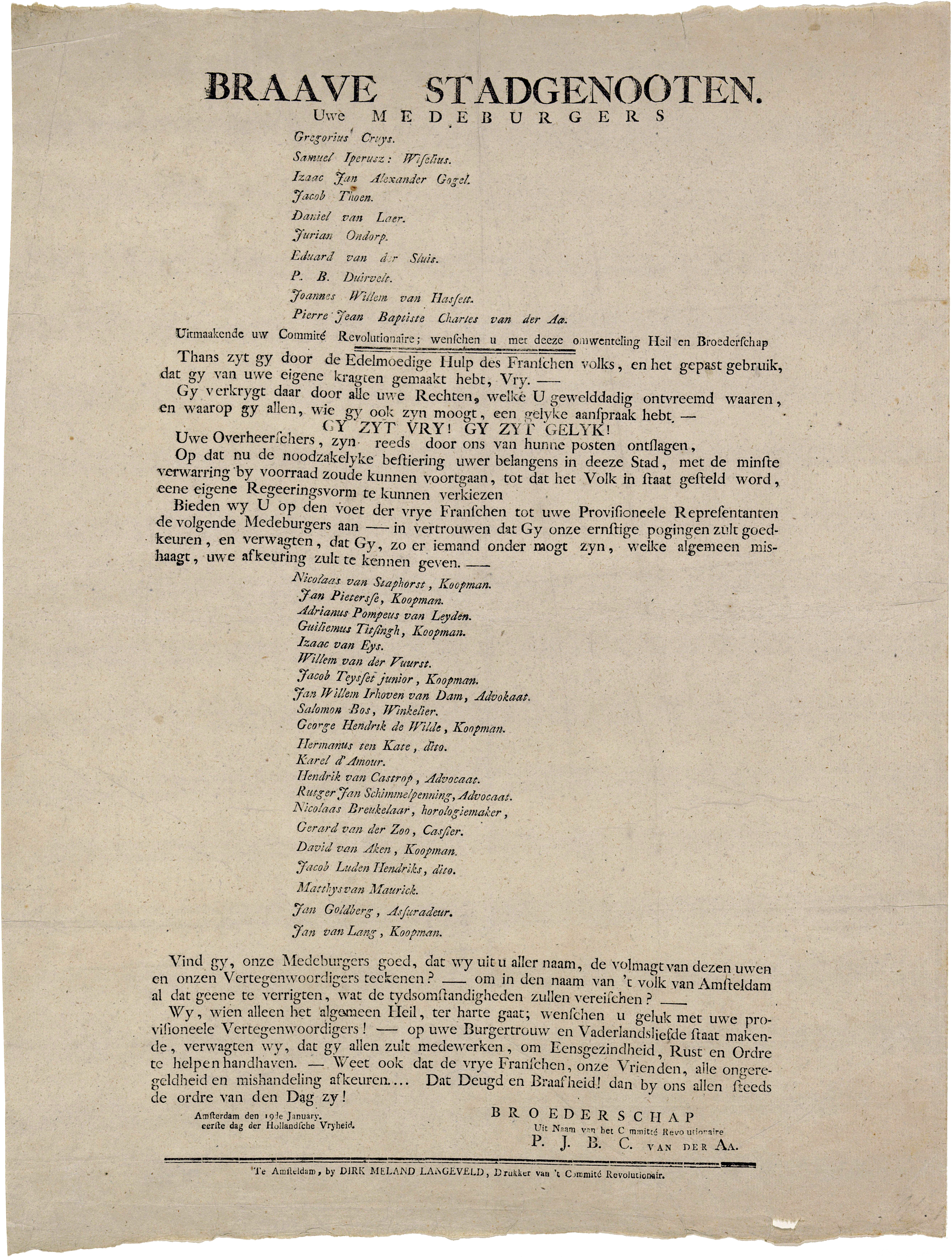
Afkondiging van vrijheid en gelijkheid, door het Amsterdams Comité Revolutionair op 19 januari 1795

Hoewel de Bataafse Republiek als staat nooit officieel werd uitgeroepen, wordt in Nederland door historici doorgaans als begindatum aangehouden 19 januari 1795, één dag nadat erfstadhouder Willem V naar Engeland was gevlucht. Op diezelfde dag werd in Amsterdam het bestuur van de stad overgenomen door het Amsterdams Comité Revolutionair. Na deze geweldloze machtsovername verklaarde het comité dat de Amsterdamse bevolking voortaan "vrij" was en organiseerde het de eerste plaatselijke algemene verkiezingen in de stad. Twee dagen later werd deze onafhankelijkheid door de in de republiek aanwezige Franse 'volksrepresentanten' voorlopig erkend. Op uitnodiging van Amsterdam kwamen vertegenwoordigers van veertien Hollandse steden op 24 januari bijeen in die stad, waarna zij twee dagen later te Den Haag besloten om zich te verenigen als de Provisionele Representanten van het Volk van Holland. Vanaf die datum namen zij officieel het bestuur van het gewest Holland over van de Staten van Holland en West-Friesland. Als hun voorzitter kozen zij de Zeeuwse jurist Pieter Paulus, een gematigd en invloedrijk lid van de patriottische beweging. Op 28 januari kreeg ook het gewest Utrecht een nieuw voorlopig bestuur. Drenthe, Overijssel en Gelderland volgden op 10 februari, Zeeland op 23 februari.

#### Eerste staatsrechtelijke hervormingen
Tot de installatie van een door het volk gekozen Nationale Vergadering in april 1796, waren de Provisionele Representanten van het Volk van Holland de meest invloedrijke bestuurders in de nieuwe soevereine republiek van de Noordelijke Nederlanden. Als een soort aflegging van verantwoording en verklaring van hun intenties aan het volk, gingen zij op 31 januari 1795 over tot een openlijke verklaring waarin de volkssoevereiniteit van Holland werd vastgelegd. In de Verklaring van de rechten van de mens en van de burger werden de geformuleerde beginselen van mensenrechten en burgerrechten op papier gezet. In Nederland geldt dit document voor wat betreft deze grondrechten als de eerste formeel aanvaarde en gepubliceerde tekst. Daarnaast werd overgegaan tot afschaffing van: de ambten van erfstadhouder en raadpensionaris, de Staten van Holland en West-Friesland, de ridderschap, 'Gecommitteerde Raden' en de Rekenkamer, die werd vervangen door het Comité van Financiën.
De nieuwe Staten-Generaal nam op 16 februari 1795 de verklaring van de mensen- en burgerrechten over en schafte definitief het stadhouderschap, de ridderschap en de andere ambten van de generaliteit af. De Raad van State werd vervangen door het Comité tot de Algemeene Zaken van het Bondgenootschap te Lande. De vijf admiraliteiten werden omgevormd tot één Comité tot de zaken van Marine.

#### Verplichtingen aan Frankrijk
Bij het Verdrag van Den Haag van 16 mei 1795 werd met Frankrijk afgesproken dat in ruil voor de definitieve erkenning van een soevereine staat de Bataafse Republiek zich verplichtte om Frankrijk 100 miljoen gulden te betalen voor de 'bevrijding' van de Noordelijke Nederlanden, alsook om een Frans leger van 25.000 man op Nederlandse bodem langdurig te kleden en te voeden. Staats-Vlaanderen werd conform het verdrag definitief afgestaan aan Frankrijk, evenals Venlo en Maastricht. Het gezag over de haven van Vlissingen werd gedeeld met Frankrijk. Ook ging de republiek een defensief en offensief verbond met Frankrijk aan. Engeland verklaarde hierop de Bataafse Republiek de oorlog, en begon met een stelselmatige bezetting van de Bataafse koloniën.

#### Slavenopstand Curaçao
In tegenstelling tot Frankrijk, waar de Franse Revolutie snel radicaliseerde en de guillotine overuren draaide, werden de revolutionaire veranderingen in de Bataafse Republiek relatief vreedzaam doorgevoerd. Anders lag dat op het Caribische eiland Curaçao, eveneens onderdeel van de Bataafse Republiek. De slaven aldaar kwamen in augustus 1795 massaal in opstand. In navolging van de idealen van de Franse Revolutie wilden ook zij vrijheid en gelijkheid. De Bataafse Republiek wenste echter dat de slavernij alleen geleidelijk verdween, mede om economische redenen; de opstand werd neergeslagen en de drie leiders werden conform de wet eerst gemarteld voordat ze gedood werden. Negenentwintig andere slaven werden opgehangen.

#### Nationale Vergadering
De Nationale Vergadering, de eerste nationale en door het volk democratisch gekozen Nederlandse volksvertegenwoordiging, kwam op 1 maart 1796 voor de eerste maal in zitting in Den Haag bijeen. De leden uit Groningen en Friesland ontbraken, want die moesten door de trage besluitvorming in die gewesten nog gekozen worden. Aan de eerste zitting waren algemene verkiezingen voorafgegaan. Politieke partijen bestonden niet. Iedereen trad toe op persoonlijke titel. Alleen volwassen mannen die geen militair waren en niet van de bedeling leefden mochten stemmen. Als extra voorwaarde moesten ze een verklaring ondertekenen tegen het stadhouderlijk gezag en tegen de aristocratie. Pieter Paulus, de voorzitter en feitelijk premier en staatshoofd, stierf zeventien dagen later aan een longontsteking. Voor het vervullen van het voorzitterschap maakte dat niet veel uit, want er was overeengekomen dat die elke twee weken door iemand anders bekleed zou worden. De reden voor die korte zittingsperiode was dat men bang was voor machtsmisbruik, een vrees die mede voortgekomen was uit de ervaringen met de jacobijnse terreur in Frankrijk.

#### Burgerrechten voor Joden
Onder aanvoering van patriottenclub Felix Libertate groeide de politieke druk vanuit de Haskala, die streed voor gelijkberechtiging en emancipatie van Joden in Nederland. Op 2 september 1796 bepaalde de Nationale Vergadering dat Joden in Nederland voortaan dezelfde rechten bezaten als de andere Bataafse burgers: „geen Jood zal worden uitgeslooten van eenige rechten of voordeelen die aan het Bataafsch Burgerregt verknocht zyn.” Hoewel zij nu dus voor de wet gelijk waren, bleef het in de praktijk nog lang zo dat veel Joden een ongelijke behandeling ten deel viel. Desalniettemin maakte de wet het mogelijk dat Herman Bromet en Hartog de Hartog Lémon op 31 augustus 1797 als eerste Joodse volksvertegenwoordigers in Europa zitting konden nemen in een nationaal parlement, ofwel in de Tweede Nationale Vergadering.

### Vorming staatsbestel

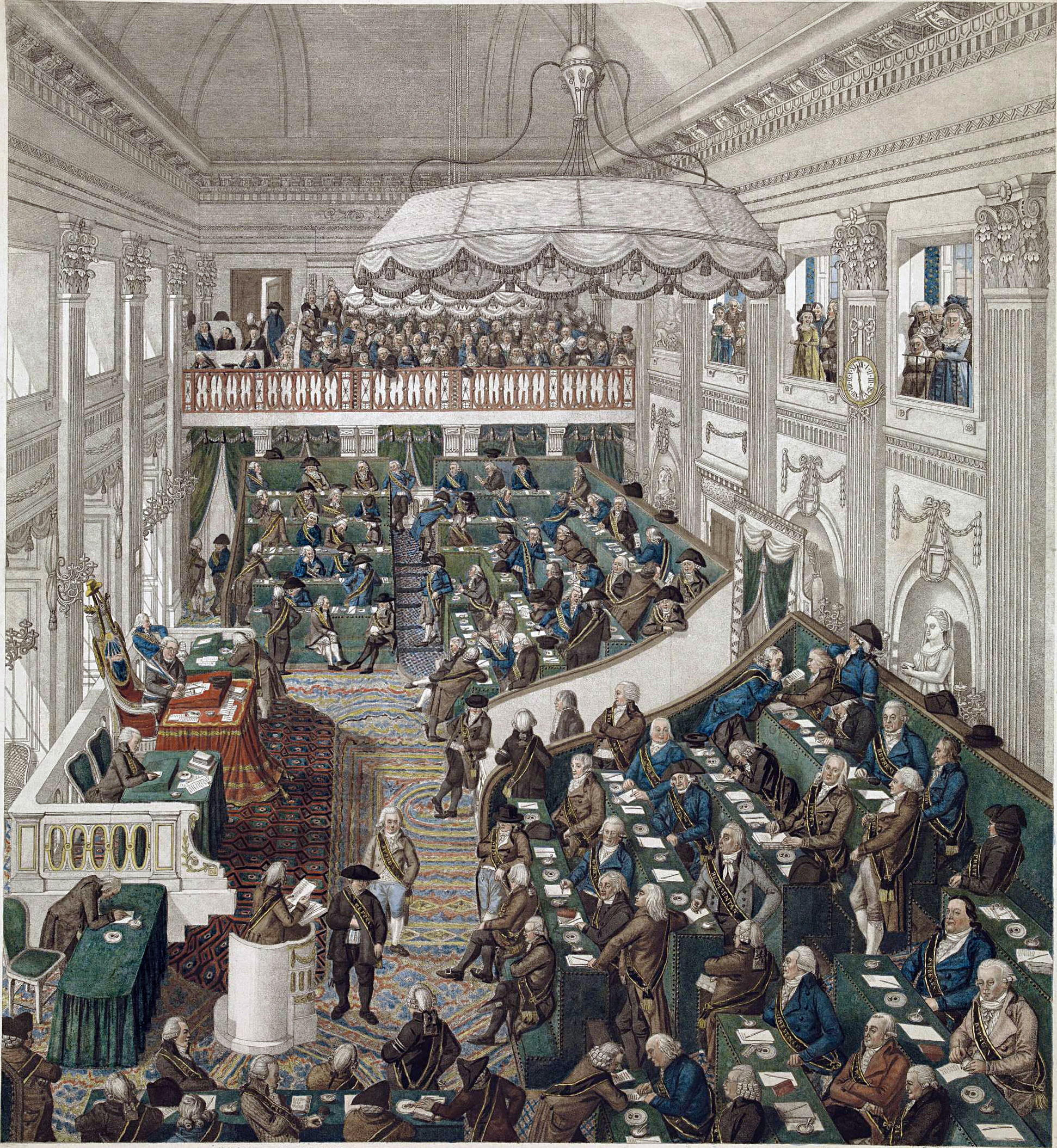
Zitting van de eerste Nationale Vergadering in Den Haag, van 1 maart 1796 tot 31 augustus 1797. Het is dezelfde zaal waarin later, tot 1992, de Tweede Kamer zijn zittingen zou houden.

De belangrijkste taak van de vergadering was het opstellen van een Constitutie om op die manier eenheid binnen de gewesten te brengen. Dat opstellen werd conform de eerder gemaakte afspraken gedelegeerd aan een commissie van 21 leden, die zich weer opdeelde in 25 subcommissies. De subcommissies leidden tot trage besluitvorming. Met de scheiding van kerk en staat werd echter niet gewacht. Op 5 augustus 1796 werd daarover ingestemd. De katholieken, die al meer dan 200 jaar als tweederangsburgers een derde deel van de bevolking uitmaakten, kregen voortaan gelijke burgerrechten, al zou het nog tot 1853 duren voordat de rooms-katholieke hiërarchie in de Nederlandse kerkprovincie hersteld mocht worden. Ook de dissenters (remonstranten en doopsgezinden) en joden kregen dezelfde rechten. Allen mochten nu ook publieke functies vervullen. Tevens werd bepaald dat een godsdienst alleen uitgeoefend mocht worden binnen de muren van gebedshuizen en kerken, klokgelui werd verboden. Op 8 augustus 1797 werd de ontwerp-grondwet voorgelegd aan het volk. Aan het volksreferendum deden bijna 137.000 mannen mee, ongeveer een derde van het aantal stemgerechtigden; volgens de officiële uitslag waren 108.761 kiezers tegen en 27.955 voor de grondwet. Een week eerder was er ook voor de tweede keer een Nationale Vergadering gekozen. Die leek weinig voortvarend om te gaan met de behandeling van een nieuwe ontwerp-grondwet. Dat leidde tot irritatie in Frankrijk, dat in de persoon van Charles Delacroix een nieuwe ambassadeur naar Den Haag stuurde. Delacroix kreeg de opdracht te zorgen voor een snelle aanvaarding van een nieuwe ontwerp-grondwet, desnoods onder dreiging met geweld.

#### Staatsgreep van 1798
Een aantal Amsterdamse radicale democraten, met onder meer Samuel Wiselius in hun gelederen, nam het initiatief tot het plegen van een staatsgreep om op die manier het indienen van een nieuwe ontwerp-grondwet te bespoedigen. Een groep Bataafse volksvertegenwoordigers, met onder anderen Pieter Vreede, Wijbo Fijnje en Jacobus Nolet, kreeg van het Franse Directoire toestemming voor een coup d'etat. De regie werd overgelaten aan de brigadegeneraal Herman Daendels. Op 22 januari 1798 vond de staatsgreep plaats. 28 leden van de Tweede Nationale Vergadering werden gearresteerd. Anderen, die niet akkoord gingen met het afleggen van een op de dag van de staatsgreep verplicht gestelde verklaring van afkeer van het federalisme, de aristocratie, de stadhouderlijke regering en regeringsloosheid, werden weggestuurd. Hoogleraren, predikanten en priesters mochten evenmin terugkeren. De staatsgreep, die de naam 'Gebeurtenis' meekreeg, verliep zonder bloedvergieten. De Nationale Vergadering, die bij de staatsgreep meer dan een derde van zijn leden verloren had, kreeg een nieuwe naam: Constituerende Vergadering. Tegelijkertijd werd naar Frans model een Uitvoerend Bewind opgericht, voorlopig nog 'provisioneel' en waarin een handvol volksvertegenwoordigers zitting kreeg. De unitariërs hadden daarmee de strijd gewonnen.
Op 17 maart verklaarde het Provisionele Uitvoerend Bewind zich 'definitief', daarbij geholpen door een besluit van de Constituerende Vergadering. Het ambtenarenapparaat werd gezuiverd. Op 23 april werd een nieuwe ontwerp-grondwet aan het volk voorgelegd (personen waarvan bekend was dat ze federalist waren, mochten niet meedoen); deze keer kwam rond de 40% opdagen; 153.913 kiezers waren voor en 11.597 tegen. Op posten die in de moderne tijd tussen die van minister en secretaris-generaal van een Nederlands ministerie zouden inzitten, werden vijf zogenaamde agenten aangesteld. Het bleek uiterst moeilijk die te vinden, maar met het dreigen van arrestatie en het toezeggen van een meer dan voortreffelijk salaris lukte dat toch.

### Staatsregeling van 1798
De 'Staatsregeling voor het Bataafsche Volk' van 1798 was de eerste grondwet van Nederland. De belangrijkste auteur was Willem Ockerse, de voorzitter van de grondwetscommissie die de staatsregeling had opgesteld. Voor het eerst in de Nederlandse geschiedenis was er sprake van een eenheidsstaat, was vastgelegd dat bij algemene verkiezingen een nationaal parlement werd gekozen en waren er voor iedereen dezelfde burgerrechten, maar ook dezelfde burgerplichten. De staatsregeling verordonneerde een sterk centraal gezag en vrijheid van drukpers. Corporaties en gilden werden afgeschaft, evenals de heerlijke en leenrechten. Er mochten nationale belastingen worden ingevoerd, er kwam een armenwet en over buitenlanders werd vastgelegd: "De Maatschappij ontvangt alle Vreemdelingen, die de weldaaden der vrijheid vreedzaam wenschen te genieten, in haar midden, verleenende denzelven alle zekerheid en bescherming". Ingevoerd werd een militaire dienstplicht en een uniform stelsel voor rechtspraak, munten, maten en gewichten. Het gebruik van de pijnbank werd afgeschaft. Het parlement kreeg een jaarlijks budgetrecht. Het aantal agenten werd verhoogd naar acht en werden benoemd door het Uitvoerend Bewind. De agenten mochten niet gezamenlijk vergaderen en leden van het Uitvoerend Bewind mochten zich niet in het parlement laten zien. Kiesgerechtigden voor het Vertegenwoordigend Lichaam moesten om te mogen stemmen een schriftelijke verklaring afleggen waarin ze zich verplichtten zich af te zetten tegen het federalisme en een stadhouderlijk bestuur, evenmin mochten ze de aristocratie begunstigen, noch mochten ze zich op enigerlei wijze bezighouden met anarchistische uitingen. Een lid van het Vertegenwoordigend Lichaam was maar één keer herkiesbaar en daarna drie jaar niet. Elk jaar waren daarvoor landelijke verkiezingen, waarbij steeds een derde van het aantal leden gekozen kon worden volgens het districtenstelsel.

#### Staatsgreep van 12 juni 1798

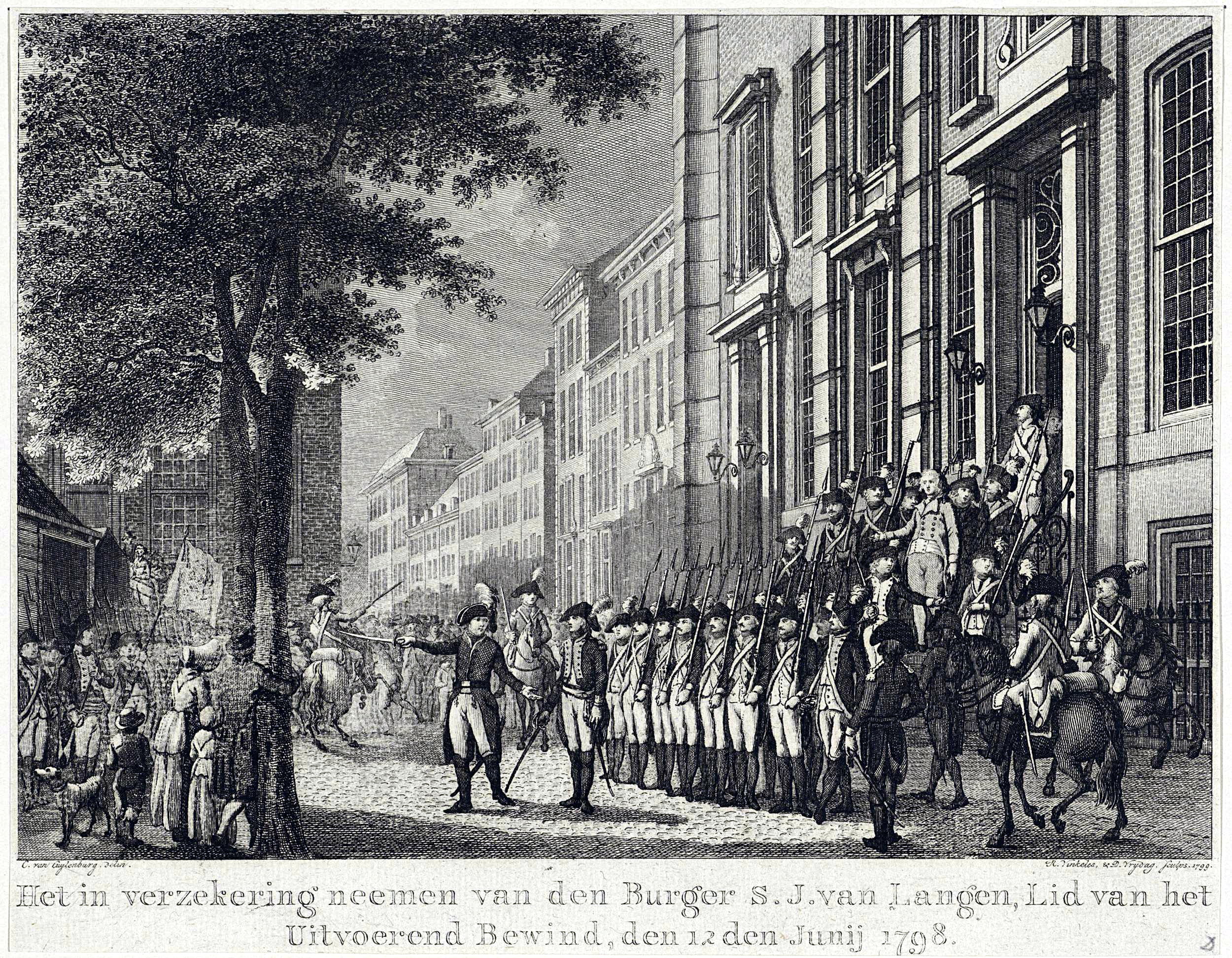
Arrestatie van Stefanus Jacobus van Langen, lid van het Uitvoerend Bewind, 12 juni 1798

Op 4 mei 1798, de dag dat de grondwet van 1798 wet werd, werd de Constituerende Vergadering op voorstel van het Uitvoerend Bewind getransformeerd tot het Vertegenwoordigend Lichaam. Alle leden van de Constituerende Vergadering namen daarin zitting, dit zonder de volgens de zojuist aangenomen grondwet verplichte landelijke verkiezingen. Voor het sinds de staatsgreep ontbrekende een derde deel van de leden mocht die wel gehouden worden. Met name de agenten Alexander Gogel en Jacobus Spoors pleitten voor een nieuwe staatsgreep om deze besluiten terug te draaien. Ze kregen steun van Daendels en de Franse commandant Joubert. Een nieuw samengesteld Directoire gaf zijn toestemming en op 12 juni werd een deel van het Uitvoerend Bewind gearresteerd; Vreede en Fijnje ontsnapten. De vijf agenten bleven in functie, maar gingen tevens het Intermediair Uitvoerend Bewind vormen. De zuivering van het ambtenarenapparaat werd teruggedraaid. De agenten ontbonden het ongrondwettelijk samengestelde Vertegenwoordigend Lichaam en vervingen het door een uit 44 leden bestaand Intermediair Wetgevend Lichaam. Nieuwe landelijke verkiezingen voor het Vertegenwoordigend Lichaam werden uitgeschreven voor 13 juli 1798. Deze nieuwe volksvertegenwoordiging kwam op 31 juli voor het eerst bij elkaar en splitste zich die dag conform eerder gemaakte afspraken in een Eerste en Tweede Kamer.

#### Staatsgreep van 18 september 1799
Het ontwerpplan voor een nieuwe staatsregeling - ter vervanging van die van 1798 - werd niet voorgelegd aan het parlement, maar dat liet wel weten niet met de plannen akkoord te gaan. Het Uitvoerend Bewind was verdeeld over hoe verder te handelen. Voorzitter Ermerins en lid Van Swinden lieten op 18 september 1799 weten dat het Vertegenwoordigend Lichaam niet gepasseerd kon worden. De andere drie leden waren het daar niet mee eens. Ermerins en Van Swinden verlieten daarop de vergadering, maar aangezien er nog steeds een quorum was, besloten de overgebleven drie leden Pijman, Besier en Van Haersolte een vergaderverbod in te stellen voor het Vertegenwoordigend Lichaam en de parlementsgebouwen te verzegelen. Daarmee was in de nog jonge republiek de derde staatsgreep een feit.

### Staatsregeling van 1801
Op 9 november 1799 greep Napoleon Bonaparte de macht in Frankrijk via de Staatsgreep van 18 Brumaire. Hij voerde als buitenlandse politiek dat er verzoening moest plaatsvinden, ook in de Bataafse Republiek. Zo wilde hij dat de verplichte eed tegen het stadhouderschap uit de staatsregeling verdween. Ook zouden alle orangisten amnestie moeten krijgen. Dat stimuleerde in de Bataafse Republiek de gedachte om de staatsregeling van 1798 op meer zaken aan te passen. De Grondwet schreef echter voor dat er niet eerder dan in 1804 een wijziging mocht plaatsvinden. Het Uitvoerend Bewind stelde daarop voor om het volk te laten stemmen of de grondwet eerder gewijzigd mocht worden. Het voorstel werd weggestemd, maar het Uitvoerend Bewind kreeg toestemming van Napoleon om zelf beslissingen te nemen.
Er kwam een voorstel tot grondwetsherziening, waarbij de veranderingen van 1798 werden teruggedraaid. De staatsinrichting werd drastisch gewijzigd. Als uitvoerende macht - opvolger van het Uitvoerend Bewind - werd een Staatsbewind ingesteld, bestaande uit twaalf personen
met grote bevoegdheden. Voor de eerste keer waren dat de volgende personen:
- Wilhem Aarnout te Beveren
- Gerard Brantsen
- Samuel van Hoogstraten
- Daniël Cornelis de Leeuw
- Wilhem Queijsen
- Jacob Spoors
- Jan Baptist Verheijen
- Anthonij Frederik Robbert Evert van Haersolte
- Augustijn Gerhard Besier
- Gerrit Jan Pijman
- Otto Lewe en
- Egbert Sjuck Gerrold Juckema van Burmania Rengers

De eerste zeven werden aangesteld door het dan zittende Uitvoerend Bewind en de laatste vijf werden gekozen door de eerste zeven op basis van artikel 30 van de staatsregeling (van 1801).
Het Vertegenwoordigende Lichaam van de Bataafse Republiek werd vervangen door een Wetgevend Lichaam met maar één Kamer en nog maar 35 leden. Ook zouden de departementen de territoriale vormen van de voormalige gewesten moeten gaan aannemen en het landelijk bestuur zou voor een groot deel gedecentraliseerd worden. De leer van Montesquieu over scheiding der machten werd zodoende in praktijk gebracht.
Het Uitvoerend Bewind gelastte een volksstemming voor 1 oktober 1801. Van de 416.419 stemgerechtigden verschenen er maar 68.990, zo'n 16%. Tegen de nieuwe Grondwet stemden 52.219 mannen en voor 16.771. Zoals Napoleon al eens eerder in Frankrijk had gedaan, werden degenen die wegbleven tot de voorstemmers gerekend en daarmee was de staatsregeling van 1801 met een overgrote meerderheid aangenomen. Met deze Grondwet kreeg het land ook een andere naam, een die minder revolutionair zou moeten klinken: “Bataafs Gemenebest”, maar ook de oude naam bleef in gebruik; zelfs in officiële stukken.

### Staatsregeling van 1805

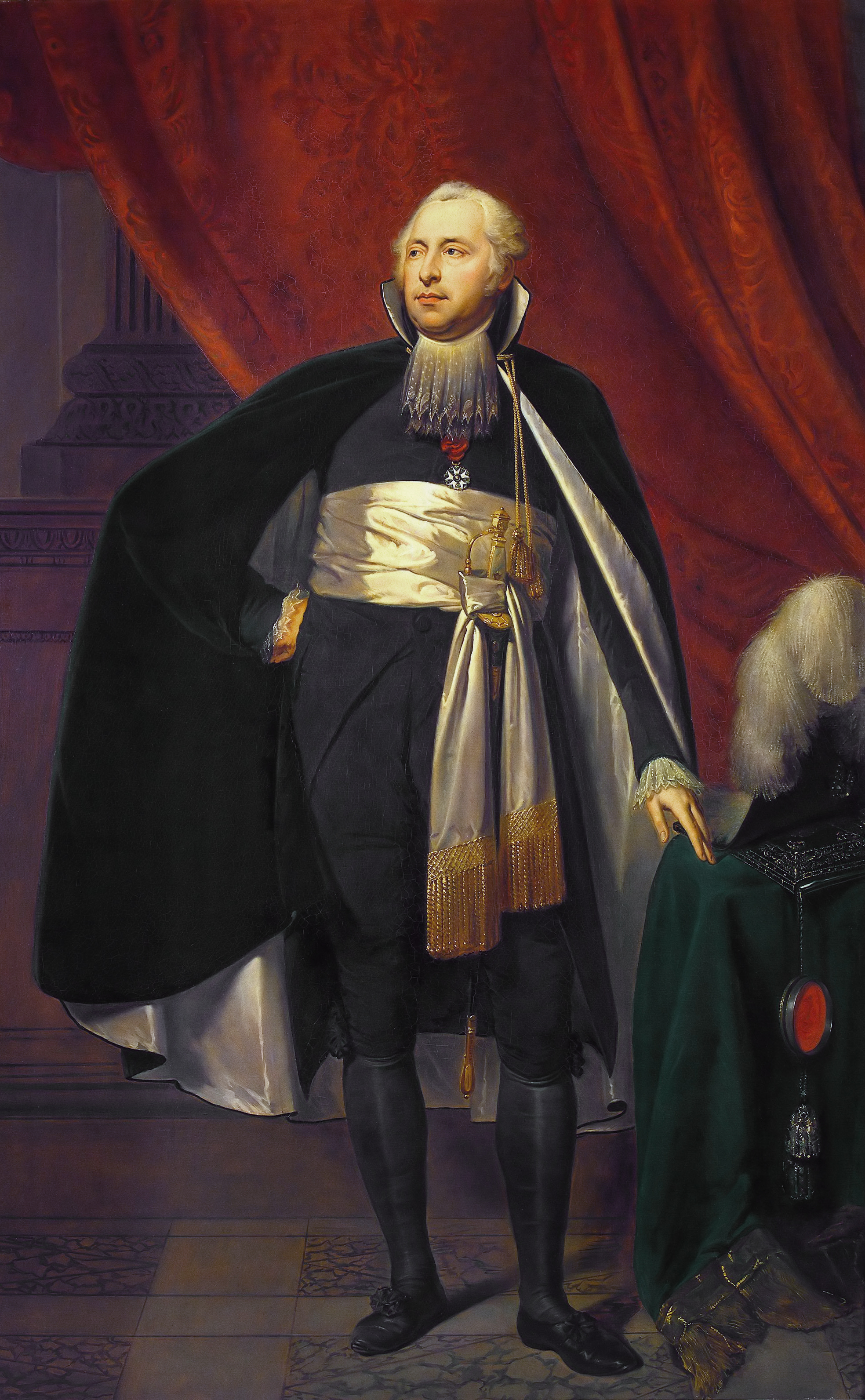
Rutger Jan Schimmelpenninck op een staatsieportret als raadpensionaris van het Bataafs Gemenebest

In 1805 werd door Napoleon bewerkstelligd dat het Staatsbewind werd vervangen door een eenhoofdig bewind. Rutger Jan Schimmelpenninck werd door Frankrijk benoemd op deze post, met de titel raadpensionaris. Er kwam een nieuwe staatsregeling, voor een groot deel opgesteld door Schimmelpenninck. De wetgevende macht bleef formeel wel in handen van het Wetgevend Lichaam, maar in de praktijk was een advieslichaam, de Staatsraad, belangrijker. Schimmelpenninck zorgde voor het eerste centrale bestuursapparaat in de historie van de Lage Landen. Vijf departementen (Binnenlandse Zaken, Buitenlandse Zaken, Financiën, Marine en Oorlog) vormden de kern van zijn regering.
De nieuwe grondwet hield in dat er een presidentieel systeem werd ingevoerd, dus onder leiding van één persoon. De staatsvorm zelf was echter het beste te vergelijken met die van een 'constitutionele monarchie', maar dus zonder vorst. Hoe de hoogste regeringsfunctie ging heten was niet ingevuld; het zou uiteindelijk 'raadpensionaris' worden. De wetgevende vergadering ging niet meer gekozen worden via een volksreferendum, maar door de acht departementale besturen en ging Hunne Hoog Mogenden heten, met nog maar negentien leden. De agenten kregen in het vervolg de titel 'secretaris van staat' en de raadpensionaris werd dat voor Justitie. De raadpensionaris benoemde alle ambtenaren, leger- en marineofficieren, ambassadeurs en leden van de rechtbanken. De Hunne Hoog Mogenden mochten wel nog de leden van het Nationaal Gerechtshof kiezen. Het bepalen van de hoogte van de lonen en pensioenen van de ambtenaren was ook de taak van een raadpensionaris. Ook was hij opperbevelhebber van leger en vloot en was hij de hoogste gezagsdrager van de politie. Hij kon echter geen wetten geven of een begroting vaststellen. Dat gebeurde door de wetgevende vergadering, doch op voorstel van de raadpensionaris. Voor advies over alle wetgeving kon de raadpensionaris een beroep doen op een 'staatsraad', bestaande uit vijf tot negen personen. De Hunne Hoog Mogenden hadden geen recht op amendement en konden - net als sinds 1801 - op de wets- en begrotingsvoorstellen alleen met ja of nee antwoorden. De rechtspraak bleef onafhankelijk, maar procedures tegen de staat konden op verzoek van de raadpensionaris door de Hunne Hoog Mogenden worden tegengehouden.

#### “Grand Pensionnaire” Schimmelpenninck
Van 6 tot 16 april 1805 vond een volksreferendum plaats over een nieuwe staatsregeling en over de vraag of Schimmelpenninck – voor een ambtsperiode van vijf jaar – raadpensionaris mocht worden. Slechts 4% van de kiesgerechtigden kwam opdagen, daarvan stemde 14.093 voor en 136 tegen. Vooraf was al meegedeeld dat degenen die niet kwamen opdagen als voorstander zouden worden bestempeld. Daardoor werd de uitslag vastgesteld op 353.186 kiezers voor en 136 tegen. Op 29 april 1805 werd Schimmelpenninck benoemd tot Grand Pensionnaire, ofwel grootpensionaris, een naam met sterke gelijkenis aan het in 1795 afgeschafte ambt van raadpensionaris. In de praktijk werd Schimmelpenninck dan ook aangeduid met de titel van raadpensionaris. Het ambt van Schimmelpenninck had echter meer overeenkomsten met dat van president van een staat. Het paleis Huis ten Bosch werd gebruikt als zijn ambtswoning.

### Einde van de republiek
In 1806 verloor Napoleon echter het vertrouwen in de Republiek. Hij vond dat de patriotten te weinig en te langzaam de richtlijnen van Parijs volgden, en de handel tussen de republiek en Engeland niet fel genoeg bestreden werd. Daar kwam nog bij dat Schimmelpenninck door ziekte nagenoeg blind was geworden. Hij dwong Schimmelpenninck tot aftreden, hernoemde het land tot koninkrijk Holland en benoemde zijn broer Louis, in de Nederlandse geschiedschrijving bekend als 'Lodewijk', tot koning.
De Bataafse Republiek stelde een commissie samen uit secretarissen van staat, hoog mogenden en staatsraden om de kwestie zo voordelig mogelijk voor de republiek af te ronden. De commissie, waarin iedereen op persoonlijke titel lid was, kreeg de naam Groot Besogne. Een afvaardiging overhandigde Napoleon in Parijs een ontwerp voor een aangepaste grondwet. Napoleon stond er echter op om de staatsregeling van 1805 te handhaven als grondwet en slechts enkele details toe te voegen, zoals over het inkomen van de nieuwe vorst. Op 23 mei 1806 kwam de delegatie met Napoleon tot overeenstemming. Op 28 mei werd het verdrag door het Groot Besogne geratificeerd. Het land ging verder als het koninkrijk Holland.

### Rol in de Franse revolutionaire oorlogen

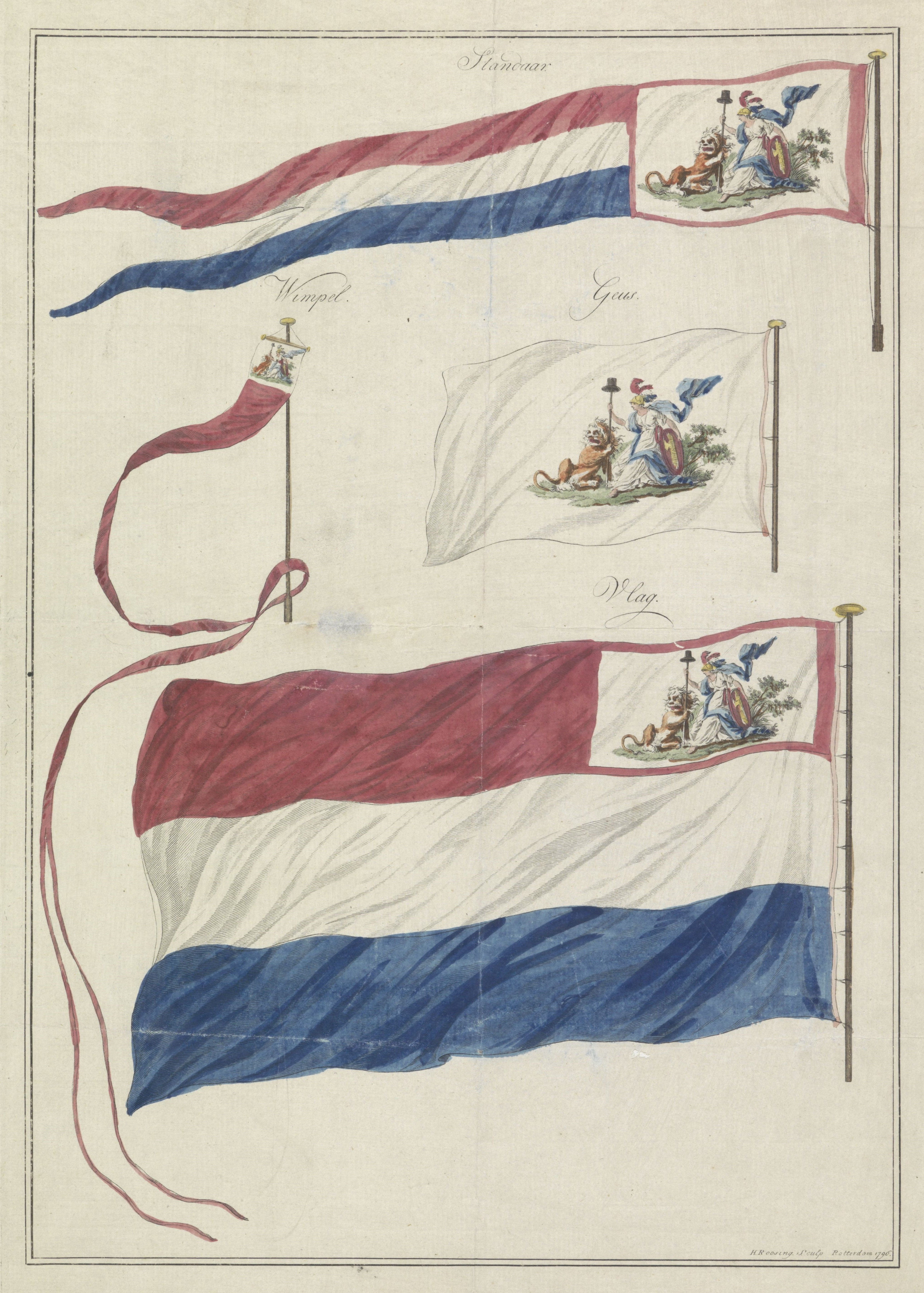
Vlaggen gebruikt in de Bataafse Marine.

De Republiek lag niet binnen de gebieden waar de veldtochten plaatsvonden (Duitsland, Italië, Bohemen). Op 17 oktober 1797 vond op de Noordzee de Zeeslag bij Camperduin plaats. De wind die dag was ongunstig en de Bataafse vloot wilde niet uitvaren om de Engelsen tegemoet te treden, maar de Nationale Vergadering eiste dat toch zee zou worden gekozen. De Bataafse vloot leed vervolgens een smadelijke nederlaag. Aan Bataafse zijde vielen 540 doden. De Bataafse admiraal werd zelfs gevangengenomen, een unicum in de historie van de Nederlandse marine. In het najaar van 1799 was er een Brits-Russische invasie in de kop van Holland, waarbij de latere Nederlandse koning Willem I een van de leidinggevenden was. De geallieerden namen de Bataafse vloot in Den Helder zonder slag of stoot in beslag en ook de plaats Den Helder werd ingenomen, maar verloren op 17 september de Slag bij Bergen, wonnen op 2 oktober de Slag bij Alkmaar, maar werden ten slotte vier dagen later definitief verslagen in de Slag bij Castricum.
Frankrijk en Engeland sloten in 1802 vrede. In hetzelfde Vredesverdrag van Amiens werd opgenomen dat in ruil voor Britse erkenning van de Bataafse Republiek de republiek definitief de kolonie Ceylon aan de Engelsen zou afstaan, die overigens al in Britse handen was. Ook enkele andere bezittingen 'in den vreemde' moesten worden afgestaan. In ruil daarvoor kreeg de republiek de Kaapkolonie terug van de Engelsen. Een jaar later zou de oorlog tussen Frankrijk en Engeland weer hervat worden.

#### Traktaat van 25 juni 1803
Nadat Frankrijk een jaar na het sluiten van de vrede met Engeland weer met dat land in oorlog was geraakt, leidde dat ertoe dat Napoleon de Bataafse Republiek op 25 juni 1803 een traktaat oplegde. Het land moest een Frans expeditieleger van 18.000 soldaten onderhouden en daar moest een eigen Bataafs expeditieleger van 16.000 militairen aan worden toegevoegd. Verder moesten er schepen geleverd worden om vanaf Texel 25.000 militairen te vervoeren en vanuit Vlissingen zouden nog eens een extra 36.000 militairen vervoerd moeten worden. De Bataafse ambassadeur in Frankrijk, Rutger Jan Schimmelpenninck, werd naar Napoleon gestuurd om hem op andere gedachten te brengen, onder meer met het argument dat de republiek sinds 1795 al meer dan 200 miljoen gulden aan Frankrijk had uitgegeven. Napoleon liet echter onverbloemd weten dat de Bataafse Republiek dan wel onafhankelijk was, maar verder niet meer was dan een satellietstaat van Frankrijk, het had hem te volgen. De republiek bouwde echter weinig schepen voor de legers van Napoleon. Hij zinspeelde daarom op ingrijpende maatregelen: een ander bewind in de Bataafse Republiek.

## Financiën
Een groot probleem vanaf het begin waren de grote schulden van de gewesten uit de tijd dat ze nog tot de Republiek der Zeven Verenigde Nederlanden behoorden. Zeeland betaalde alleen al 77% van zijn belastinginkomsten aan rente, Holland bijna 69%, Friesland 40%, Stad en Lande (Groningen) ruim 25% en Gelderland 22%. De totale schuld bedroeg volgens eigen opgave meer dan 767 miljoen gulden. In absolute bedragen was Holland met 445 miljoen gulden de grootste schuldenaar. Alleen Brabant had weinig schulden (1,8 miljoen gulden). En dan moesten vanaf 1795 ook nog de gedwongen betalingen aan Frankrijk voldaan worden.
In eerste instantie was afgesproken dat in de verschillende gewesten afzonderlijke belastingquota geheven zouden worden. Holland wilde echter meteen al uniforme nationale belastingen en dreigde als dat geen doorgang zou vinden om elke belastingafdracht aan 'Den Haag' te boycotten. De Nationale Vergadering dreigde daarop met parate executie van het Hollandse deel, waarop Holland inbond. De door de Bataafse vloot verloren Zeeslag bij Camperduin in 1797 maakte volgens de Nationale Vergadering echter alsnog de inning van een nationale belastingheffing noodzakelijk; het werd gezien als de enige manier om redelijk snel weer een vloot te kunnen opbouwen en de Vergadering stemde in met een landelijke heffing inkomstenbelasting van 8%, een hoog bedrag voor die tijd. De afzonderlijke gewesten moesten conform de regels dat besluit autoriseren en dat werd in overgrote meerderheid geweigerd. Pas bij de totstandkoming van de grondwet van 1798 werd vastgelegd dat de schulden van de afzonderlijke gewesten bij elkaar werden opgeteld en landelijk werden afgelost. Bij wet werd dat pas op 2 april 1799 geregeld. Van de in de grondwet opgenomen verplichting tot het opstellen van nationale belastingen kwam niets terecht. Rijksambtenaren kregen een behoorlijk salaris, een belangrijke reden dat de corruptie onder hen geleidelijk verdween.
De staat van de schatkist bleef echter slecht en er moest ingegrepen worden om een dreigend staatsbankroet voor te zijn. De jaarlijkse uitgaven bedroegen de eerste jaren 60 tot 70 miljoen gulden per jaar. In 1799 kwam daar door de Brits-Russische invasie nog vijftien miljoen gulden voor oorlogshandelingen bij. De inkomsten uit belastingen bedroegen daarentegen in de beginjaren jaarlijks niet meer dan 34 miljoen gulden, net niet genoeg om de jaarlijkse rentelasten te betalen. Er werden staatsobligaties ingesteld en het betalen van rente werd zo lang mogelijk uitgesteld, maar uiteindelijk moest worden overgegaan tot gedwongen vermogensheffingen. Dit alles hielp niet veel. In 1804 was de staatsschuld toegenomen met meer dan 350 miljoen gulden.
De belangrijkste financieel expert in de republiek was Alexander Gogel, jarenlang agent en later secretaris van staat van Financiën. In 1805 werd een roerend en onroerend goed belasting ingevoerd, evenals een grondbelasting en een die het huishoudelijk personeel belastte. Een inkomstenbelasting kwam er niet. Die zou namelijk afhankelijk zijn van een eigen opgave van het inkomen en de verwachting was dat in dat geval de opbrengst te gering zou zijn.

## Relatie met het huis Oranje
De Bataafse Republiek was in haar beginjaren bang voor een Oranjegezinde opstand. Die angst zat er vooral in toen eind achttiende eeuw Engeland zijn militaire tanden liet zien. De Bataafse Republiek probeerde in het geheim Pruisen aan haar kant te krijgen, om de erfprins van Oranje te benoemen tot een soort president van de Bataafse Republiek. In ruil daarvoor zou de republiek een neutrale positie in Europa moeten gaan innemen. Het plan lekte uit, maar werd niet doorgezet toen de Brits-Russische invasie van Holland mislukte. Op 26 december 1801 liet de gewezen stadhouder Willem V weten dat de orangisten zelf een keuze mochten maken of ze voor de Bataafse overheid bestuurlijke functies wilden bekleden. Een aantal van zijn aanhangers kwam daarvoor in Den Haag aan de Kneuterdijk bijeen. Het beraad ging de geschiedenis in als de 'Staten van de Kneuterdijk'. Het jaar erop zouden de orangisten posities innemen in het departementale bestuur.
Het huis Oranje gaf te kennen in ruil voor een schadeloosstelling afstand te willen doen van zijn rechten en bezittingen in de Nederlanden. De familie wenste in eerste instantie een bedrag van 117 miljoen gulden, evenals een territoriale compensatie van grote gebieden in het Duitse Rijngebied. De republiek wilde echter niet betalen en ook Engeland vond een financiële tegemoetkoming onnodig, een compensatie in de vorm van grond volstond voor de Britten. Bij de Vrede van Campo Formio van 17 oktober 1797 werd tussen Frankrijk en Oostenrijk afgesproken dat het huis Oranje met alleen grondgebied gecompenseerd zou worden. Bepaald werd dat die niet in de buurt van de grenzen van de Bataafse Republiek mocht liggen, noch bij die van Oostenrijk.
Napoleon kwam daarop in 1802 met Pruisen overeen om Oranje het grondgebied van het bisdom Fulda te schenken, evenals dat van het bisdom Corvey, alsmede drie abdijen en een proosdij. Tezamen gingen ze het vorstendom Nassau-Oranje-Fulda vormen. In 1804 kwam ook de Bataafse Republiek zelf tot overeenstemming met het huis Oranje. De republiek zou twaalf miljoen gulden uitkeren. Napoleon was echter fel tegen en verordonneerde dat het Wetgevend Lichaam de overeenkomst zou afwijzen, wat gebeurde.

## Culturele ontwikkelingen

### Nationale symbolen
Met het ontstaan van de Bataafse Republiek kwamen ook nieuwe ontwikkelingen op het terrein van cultuur. Soms waren deze vooral praktisch van aard. De invoering per 1 maart 1796 van een officiële nationale Bataafse vlag was een primeur van de Bataafse Republiek. Tot die tijd lag er geen landelijke regelgeving aan ten grondslag. Het oude wapen van de Republiek der Zeven Verenigde Nederlanden, met daarin de generaliteitsleeuw, werd afgeschaft. De Bataafse Republiek had immers de adeldom afgeschaft en wapenschilden werden beschouwd als kenmerkende uiting daarvan. Het groot- en kleinzegel van de Republiek der Zeven Verenigde Nederlanden bevatte eveneens de generaliteitsleeuw en werd om die reden ook vervangen. Vervangen, want een staatszegel was noodzakelijk om officiële besluiten, overheidspublicaties en persoonsbewijzen mee te erkennen. Op 7 mei 1796 werd daarom door de Nationale Vergadering een nieuw groot- en klein Zegel van de Bataafse Republiek vastgesteld.

### Nationaal erfgoed
Het oprichten van de Nationale Bibliotheek in 1798, op initiatief van de Arnhemse politicus Albert Jan Verbeek (1758-1829), in 1806 door Lodewijk Napoleon omgedoopt tot Koninklijke Bibliotheek, diende in het begin vooral de landelijke volksvertegenwoordigers als kennisbron. Deze werd dan ook in eerste instantie ondergebracht in de nabijheid van de nationale volksvertegenwoordiging, in de voormalige stadhouderlijke vleugel op het Binnenhof, aan de zijde van het Buitenhof in Den Haag. In 1802 werd de Haagse historicus Hendrik van Wijn aangesteld als archivaris van de Bataafse Republiek en van Departement Holland. Hij bracht belangrijke archieven samen in een nationaal archief en zorgde ervoor dat deze doelmatig konden worden benut voor onderzoek.
Gogel nam het initiatief tot een 'Nationale Kunstgalerij' in paleis Huis ten Bosch. De belangrijkste werken waren schilderijen van 17e-eeuwse Hollandse meesters die eigendom waren geweest van het Huis van Oranje. De kunstverzameling zou uiteindelijk uitgroeien tot die van het Rijksmuseum Amsterdam.

## Departementen

Indeling van de departementen in de Bataafse Republiek 1799 - 1802

Indeling van de departementen in de Bataafse Republiek 1802 - 1806

### Indeling departementen in 1798
In de Staatsregeling 1798 (artikel 3) werd de departementale indeling van de republiek vastgesteld. De gewesten werden opgeheven en er kwam een departementale indeling volgens Frans model, waarbij de oude gewestgrenzen verdwenen. Deze indeling werd bij wet van 30 maart 1799 nader geregeld. De volgende departementen werden ingesteld:
- Eerste Departement: van den Eems
- Tweede Departement: van den Ouden Yssel
- Derde Departement: van den Rhijn
- Vierde Departement: van den Amstel
- Vijfde Departement: van Texel
- Zesde Departement: van de Delf
- Zevende Departement: van de Dommel
- Achtste Departement: van de Schelde en Maas

### Indeling departementen in 1801
In de Staatsregeling 1801 (artikel 21) werd de departementale indeling van de republiek opnieuw vastgesteld. Daarbij werd de departementale indeling van 1798 teruggedraaid; de bekende historische gewestnamen en -indelingen werden weer verwerkt in de departementale structuur. Deze indeling werd bij wet van 21 juni 1802 nader geregeld. De volgende departementen werden ingesteld:
- Departement Bataafs Brabant
- Departement Friesland
- Departement Gelderland
- Departement Holland
- Departement Overijssel
- Departement Stad en Landen van Groningen
- Departement Utrecht
- Departement Zeeland

Tevens werd een bepaling opgenomen over de indeling van een aantal gebieden die geen deel hadden uitgemaakt van de gewestelijke structuur van de Republiek der Zeven Verenigde Nederlanden:
- de Landschap Drenthe bleef verenigd met het voormalige gewest Overijssel in het departement Overijssel;
- de vrije heerlijkheid Ameland werd toegevoegd aan het departement Friesland;
- de generaliteitslanden Wedde en Westerwolde werden toegevoegd aan het departement Stad en Landen van Groningen;
- de baronie IJsselstein werd toegevoegd aan het departement Holland;
- de heerlijkheid Vianen werd toegevoegd aan het departement Utrecht;
- de graafschappen Culemborg en Buren werden toegevoegd aan het departement Gelderland.

### Indeling departementen in 1805
In de Staatsregeling 1805 (artikel 10) werd de departementale indeling van de republiek niet gewijzigd. Wel werd een bepaling opgenomen over de indeling van de Gecedeerde Landen, die nader bij wet zou worden geregeld. Op 26 september 1805 werden deze gebieden toegevoegd aan het departement Bataafs Brabant.

### Indeling departementen in 1806
Na de instelling van het koninkrijk Holland in 1806 werd bij wet van 13 april 1807 de departementale indeling van het rijk opnieuw vastgesteld.

## Verder lezen
- Frans Grijzenhout (red.), Het Bataafse experiment. Politiek en cultuur rond 1800, Vantilt uitgeverij, 2013, ISBN 9789460041327
- Joost Rosendaal, Bataven! Nederlandse vluchtelingen in Frankrijk, 1787-1795, druk 2003, Vantilt - Nijmegen, ISBN 90-77503-06-4
- Joost Rosendaal, De Nederlandse Revolutie. Vrijheid, volk en vaderland, 1783-1799, druk 2005, Vantilt - Nijmegen, ISBN 90-77503-18-8
- Mart Rutjes, Door gelijkheid gegrepen. Democratie, burgerschap en staat in Nederland 1795-1801, Vantilt uitgeverij, 2013, ISBN 9789460041082
- Simon Schama, Patriotten en bevrijders. Revolutie in de Noordelijke Nederlanden, 1780-1813, 4e druk 2005, Olympus - Amsterdam, ISBN 90-467-0051-8
- Donald Sutherland, Revolutie en contrarevolutie. Frankrijk 1789-1815, druk 1989, Bert Bakker - Amsterdam, ISBN 90-351-0687-3